# Monastyr Cetyński
Monastyr Cetyński (czrng. Cetinjski manastir) – męski prawosławny klasztor (monaster), leżący u stóp wzgórza Orlov Krš w Cetyni w Czarnogórze. 

## Historia
Pierwszy klasztor pod tym wezwaniem został wzniesiony przez Ivana I Crnojevicia w 1484 r. Obiekt ten uległ niemal całkowitemu zniszczeniu w czasie najazdu wojsk osmańskich w 1692 r. Na podstawie jego zachowanych rysunków i opisów wiadomo, iż był to monaster obronny (liczący łącznie 1400 m² powierzchni), otoczony murami, z dwiema świątyniami pod wezwaniami odpowiednio Narodzenia Matki Bożej oraz św. Piotra, które znajdowały się odpowiednio w centrum kompleksu oraz od jego północnej strony. Cerkiew Narodzenia Matki Bożej najprawdopodobniej była trójnawową bazyliką. Fundator monasteru został w niej pochowany.
W 1701 władyka Czarnogóry Daniel I  wzniósł nowy monaster, pod tym samym wezwaniem co poprzedni, na miejscu, gdzie znajdował się dwór Ivana Crnojevicia. W nowy kompleks zostały wkomponowane materiały z pierwszego, zniszczonego klasztoru. Nad wejściem wmurowano napis upamiętniający założyciela pierwszej świątyni Ivana Crnojevicia, zaś na apsydzie cerkwi znajduje się tablica z herbem rodu Crnojević. Główną świątynią monasteru stała się jednonawowa cerkiew Narodzenia Matki Bożej zwrócona apsydą w kierunku bramy wejściowej, z ikonostasem wykonanym przez artystów greckich. Monaster w Cetyni pozostawał siedzibą również kolejnych władyków Czarnogóry do momentu wzniesienia przez Piotra II Petrowicia-Niegosza kompleksu pałacowego znanego jako Bilardówka. 
Monaster był wielokrotnie niszczony w czasie licznych najazdów wojsk osmańskich. W 1692 r. w trakcie wojny Świętej Ligi z Imperium Osmańskim, mnisi z Cetyni sami podłożyli proch pod budynek monasteru i po wkroczeniu wojsk osmańskich wysadzili go w powietrze, aby nie został sprofanowany przez innowierców. W 1712 uległ zniszczeniu podczas wojny rosyjsko-osmańskiej, odbudował go zaś władyka i biskup Sawa Petrowicz w roku 1743. W latach 1785 i 1796 Turcy doszczętnie zrujnowali dopiero co odbudowany monaster (który wówczas także był siedzibą władców Czarnogóry). W 1886, dla upamiętnienia pierwszego monasteru w Cetyni, książę Mikołaj I  wzniósł na miejscu jego głównej cerkwi kaplicę, w której został następnie pochowany razem z małżonką.
W północnej części głównej cerkwi klasztornej, przy ścianie skalnej, znajduje się tzw. cela św. Piotra, gdzie przechowywane są relikwie św. Piotra Cetyńskiego oraz cząstka Krzyża Świętego. Po rewolucji październikowej do monasteru trafiła z Rosji relikwia prawej dłoni Jana Chrzciciela. Została ona w 2006 zwrócona do Soboru Chrystusa Zbawiciela w Moskwie. Część zabudowań klasztornych mieści obecnie muzeum.
Monaster podlega jurysdykcyjnie metropolii Czarnogóry i Przymorza, toteż jego tytularnym zwierzchnikiem jest ordynariusz tejże eparchii. Obowiązki przełożonego wykonuje namiestnik, archimandryta Łukasz (Anić). W monasterze przebywa 15 mnichów i 7 posłuszników. W lutym 2011 niekanoniczny Czarnogórski Kościół Prawosławny zwrócił się do rządu Czarnogóry z apelem o przekazanie mu klasztoru.
Klasztor uważany jest za duchowe centrum Czarnogóry.
Tuż przy monasterze, w dwupiętrowym budynku, mieści się Muzeum cerkiewne, utworzone z bogatych zbiorów skarbca klasztornego. Znajdują się w nim zabytki czarnogórskiego piśmiennictwa z XV i XVII w., ikony i przedmioty liturgiczne (m.in. ornamenty, relikwiarze i kielichy). Na szczególną uwagę zasługują: epitrachelion (szata liturgiczna) świętego Sawy z XIII w., sztandar rodziny Balšiczów z XIV w., pastorał biskupa Jana Crnojevicia (Ivana Crnojevicia) oraz insygnia arcybiskupie należące do władców z dynastii Petrović. Wśród manuskryptów zaś wyróżnia się „Ewangelia Divosa” z 1350 wykonana przez bośniackiego szlachcica Divosa Tihoradica. Tutaj także przechowywany jest egzemplarz najstarszej drukowanej cyrylicą księgi Słowian południowych – Oktoih (Октоих) z 1493. Inny jej egzemplarz przechowywany jest w drugim ważnym monasterze czarnogórskim – w Monasterze Morača.